# Batalhão de Formação
O Batalhão de Formação (também conhecido pela anterior designação Batalhão de Instrução ou pelas respetivas siglas, BF e BI)  é um batalhão do Exército Português, aquartelado no Regimento de Paraquedistas (Brigada de Reação Rápida), em Tancos, responsável pela formação das Tropas Paraquedistas de Portugal.

## História
O Batalhão de Caçadores Paraquedistas (BCP), primeira unidade paraquedista em Portugal, foi oficialmente inaugurado no dia 23 de maio de 1956, na Força Aérea Portuguesa (FAP), tendo presidido à cerimónia o seu criador, coronel Kaúlza de Arriaga. A data foi escolhida em alusão à bula Manifestis Probatum (1179), que declarou o Condado Portucalense oficialmente independente do Reino de Leão, ou seja, reconheceu efetivamente o Reino de Portugal.
O BCP foi aquartelado nas antigas instalações do extinto Batalhão de Pontoneiros (BP), uma unidade do Exército que, em 1921, tinha sido transferida de Santarém para Tancos e, em 1947, integrada na Escola Prática de Engenharia. Após a conclusão das indispensáveis obras de conservação e restauro, os paraquedistas começaram a ser instalados nas antigas camaratas do BP, a partir do dia 3 de Janeiro de 1956. O Comando do Batalhão foi assumido pelos dois primeiros paraquedistas portugueses, os capitães Martins Videira (Comandante) e Mário Robalo (2º Comandante). A localização estratégica destas instalações (numa posição central, em relação à distribuição geográfica do território continental) era perfeita para a atividade dos paraquedistas, uma vez que se encontrava junto à Base Aérea de Tancos, que era guarnecida com os necessários aviões de transporte Junkers Ju-52.
Ao iniciar-se a Guerra Colonial, os paraquedistas foram a primeira força portuguesa projetada para o continente africano, chegando a primeira Companhia de Caçadores Paraquedistas a Angola no dia 16 de março de 1961, apenas um dia após o massacre da UPA. Com o desenrolar do confilto, esta companhia seria reforçada, subindo de escalão para batalhão, denominado Batalhão de Caçadores Paraquedistas n.º 21 (BCP 21). Entretanto, perante a necessidade de aumentar a capacidade de formação de novos paraquedistas no BCP, este sobe também de escalão para regimento, passando a designar-se Regimento de Caçadores Paraquedistas (RCP), em 5 de maio de 1961, constituído por dois batalhões, o Batalhão de Instrução (BI) e o Batalhão de Caçadores Paraquedistas n.º 11 (BCP 11).
A mudança de nome para Batalhão de Formação (BF) resultou da reestruturação nas Forças Armadas de Portugal, que retirou os Paraquedistas do Exército e colocou-os na Força Aérea, a partir de 01 de janeiro de 1994. Esta mudança permitiu às subunidades da então Base Escola de Tropas Paraquedistas adotarem a expressão "formação", em uso em todas as Unidades do Exército em detrimento da anterior "instrução", em uso na FAP.

## Organização
O Batalhão de Formação divide-se em duas companhias:
- Companhia de Formação Terrestre (CFT) - Instrução Básica (Recruta); Fase A do Curso de Paraquedismo (Curso de Combate); Curso de Promoção a Cabo Paraquedista.
- Companhia de Formação Aeroterrestre (CFA) - Fase B do Curso de Paraquedismo, Curso de Operações Aeroterrestres, Curso de Instrutor de Paraquedismo.[9]

## Formação

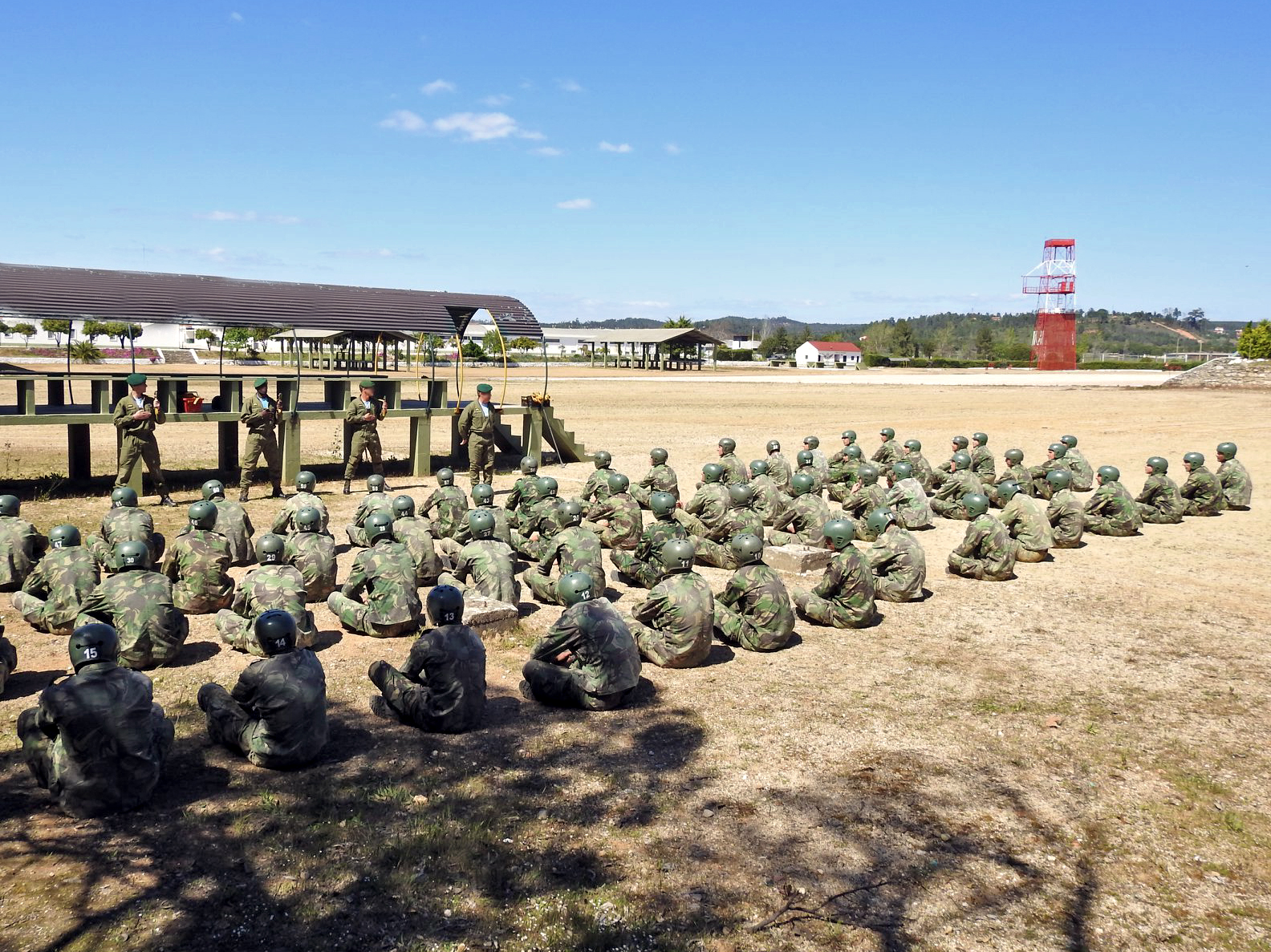
Instrução do Curso de Paraquedismo, no RPára

### Cursos de Formação

#### Instrução Básica/Complementar
- Curso de Formação Geral de Praças do Exército[9]

### Cursos de Qualificação
- Curso de Paraquedismo
- Curso de Operações Aeroterrestres
- Curso de Instrutor de Paraquedismo[9]

### Cursos de Promoção
- Curso de Promoção a Cabo Paraquedista[9]